# Baboo
Pour les articles homonymes, voir BBO.
Live well, fly Baboo

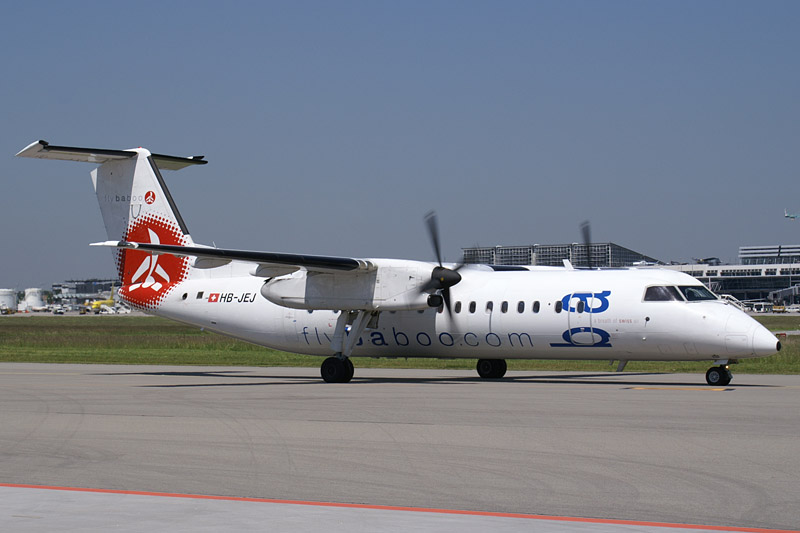

1er logo de Flybaboo en 2004.

Baboo (anciennement flyBaboo) (code AITA : F7, code OACI : BBO) est une ancienne compagnie aérienne régionale suisse filiale du groupe libanais M1 Group, basée à Genève-Cointrin. 
En 2011 Baboo est sauvée de la faillite, restructurée et reprise par Darwin Airline.

## Historique
Baboo a été fondée en août 2003 par Julian Cook, à la suite de l’abandon de la liaison Genève-Lugano par Swissair. 
Le premier vol à destination de Lugano a lieu le 3 novembre 2003, avec un avion de Cirrus airlines. 
En mai 2004, la compagnie obtient sa licence AOC (Air Operator Certificate) de l’OFAC lui permettant d’opérer avec son propre avion, un Dash 8-Q300 de 50 places acquis en crédit-bail auprès du fabricant Bombardier Aerospace. 
Dès lors, Baboo ne cesse de croître. De 20 employés à ses débuts, elle en comptait 190. Elle desservait 17 destinations au départ de Genève (hors charter) réparties en destinations permanentes et saisonnières. 
Parmi les évolutions majeures, la dernière augmentation de capital d’un montant de CHF 15.4 millions, souscrite en 2007, permet à la direction d’élaborer une solide stratégie de croissance et de donner une nouvelle envergure à la compagnie. À fin 2009, Baboo affiche un chiffre d’affaires de CHF 73 millions. Plus de 1 300 000 clients ont été transportés à ce jour. 
Quant à la flotte, elle est composée de deux Dash 8-Q400 de Bombardier Aerospace et de trois jets Embraer 190.
Depuis le 30 novembre 2009, Baboo est devenue partenaire du programme de fidélisation Air France/KLM : Flying Blue. 
En nNovembre 2010, Darwin Airline annonce la reprise de Baboo pour le début 2011.
Pour mettre en place une réorganisation de sa flotte, à la suite de problèmes économiques, Baboo pourrait reduire le nombre de ses appareils en éliminant les 3 Embraer 190.
Le 27 janvier 2011, Darwin Airline annonce le rachat effectif de Baboo et la reprise des vols commerciaux de cette dernière pour le 1er avril 2011 en gardant les 2 Bombardier Dash Q400 et en ouvrant une nouvelle base à Genève. Les vols seront opérés sous les deux noms.

## Destinations

### Régulières
- Biarritz (en partage de code avec Air France)
- Bucarest (en partage de code avec Tarom)
- Florence (en partage de code avec Alitalia)
- Genève (Base)
- Lugano (en partenariat avec Darwin Airline)
- Nice (également au départ de Venise et Athènes)(en partage de code AF au départ de GVA)
- Naples(en partage de code avec Alitalia)
- Rome Fiumicino(en partage de code avec Alitalia)
- Toulouse (en partage de code avec AF)
- Valence
- Venise (également au départ de Nice) (en partage de code avec Alitalia)

### Saisonnières
- Figari
- Ibiza
- Larnaca
- Saint-Tropez (en partage de code avec AF)

## Flotte
- 2 Dash Q400

Après l'arrêt de l'exploitation des Embraer 190, la flotte de Flybaboo comporte pour l'instant 2 Dash 8 Q400. Propulsé par deux turbopropulseurs Pratt & Whitney Canada PW150A, le Dash Q400 peut atteindre la vitesse de 667 km/h. La capacité maximale de l'avion est de 74 passagers, plus 4 membres d'équipage.

## Actionnaire Majoritaire
M1 Group, basé à Beyrouth au Liban.